# 豆卜

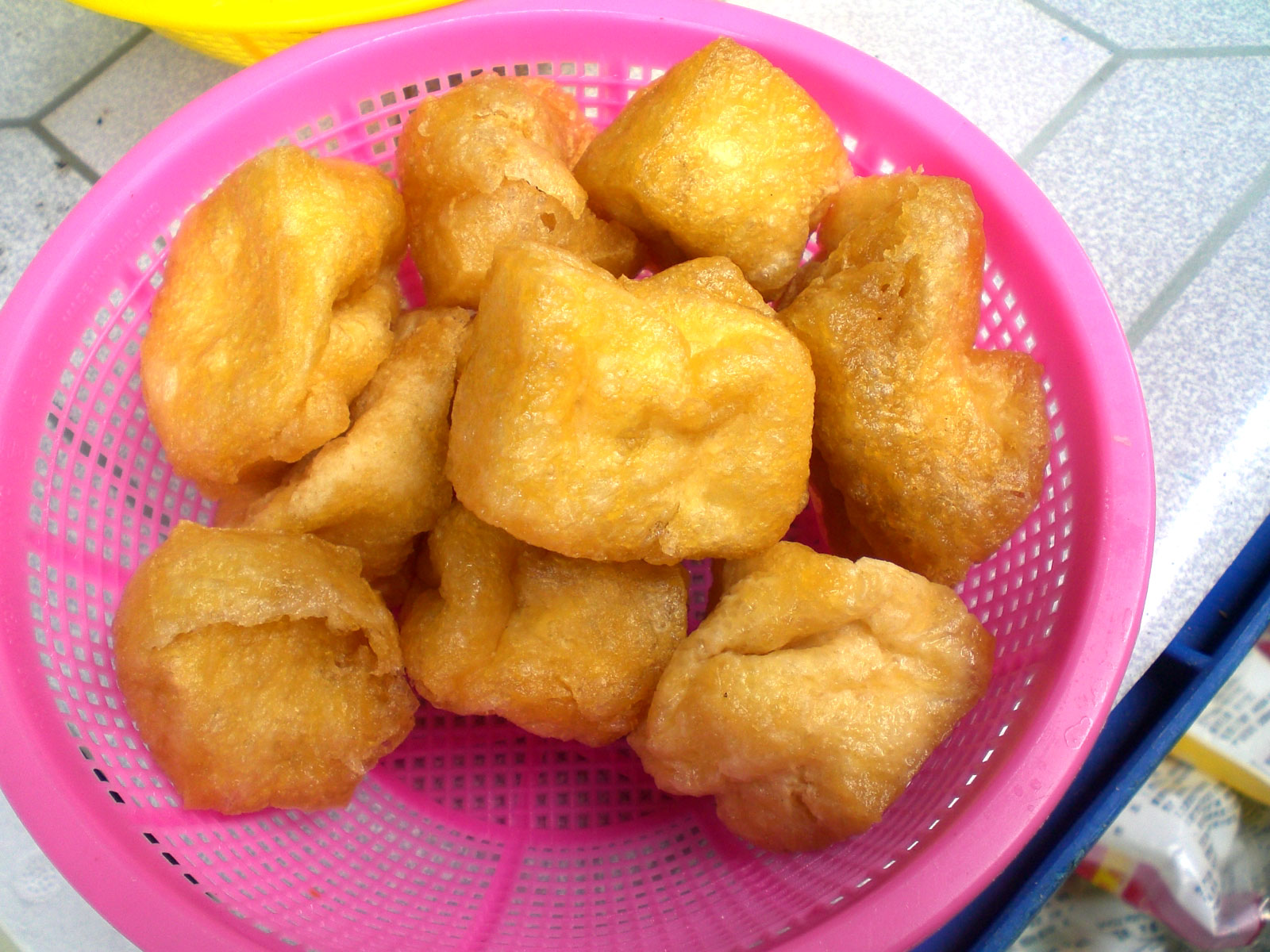
豆腐卜

豆卜，亦稱為油豆腐、浮豆乾/烰豆乾、豆腐卜、油泡、豆泡、豆腐果，以改花刀的豆腐炸制的又称蘭花乾、花乾，是一種常見於中國廣東、福建、香港、日本的豆製品，一般是由豆腐經過高溫油炸而成，外表屬金黃色，內部則由於經過油炸後，水份充分蒸发，因此呈海綿狀。
豆腐卜出現的原因，是由於以前豆腐不易保存，有人在它變壞前，將一塊塊方形的板豆腐，切成小塊或切成片狀，放進油中炸成，令存放的時間增長。

## 食法
- 豆卜魚肉
- 豆卜烹魚
- 红豆卜，是將豆卜染紅【賀年食品，及取其意頭】

## 關聯食物
- 炸豆腐
- 油豆腐
- 油炸臭豆腐